# Washi

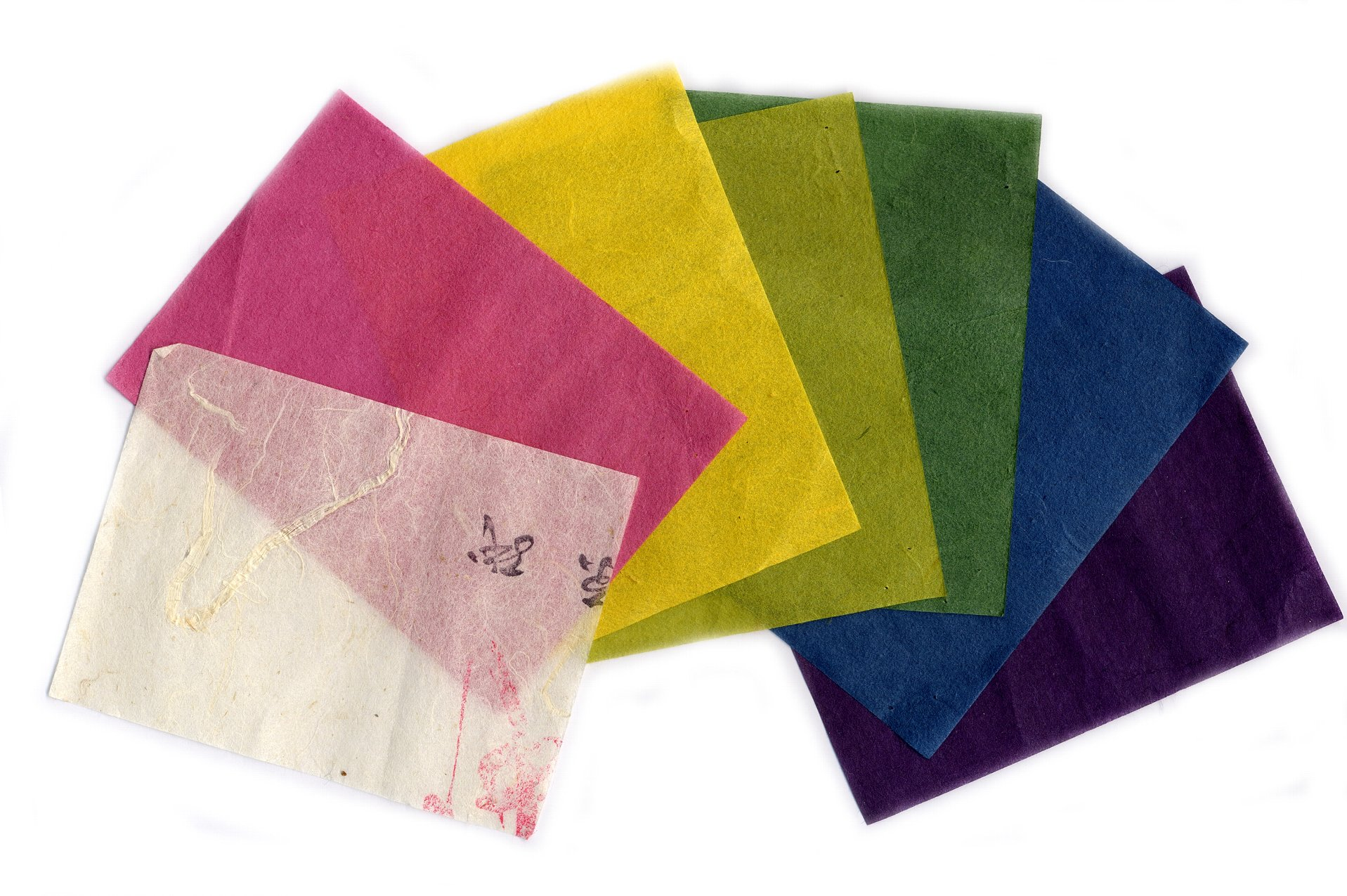
O Sugiharagami (杉原紙), um tipo de washi.

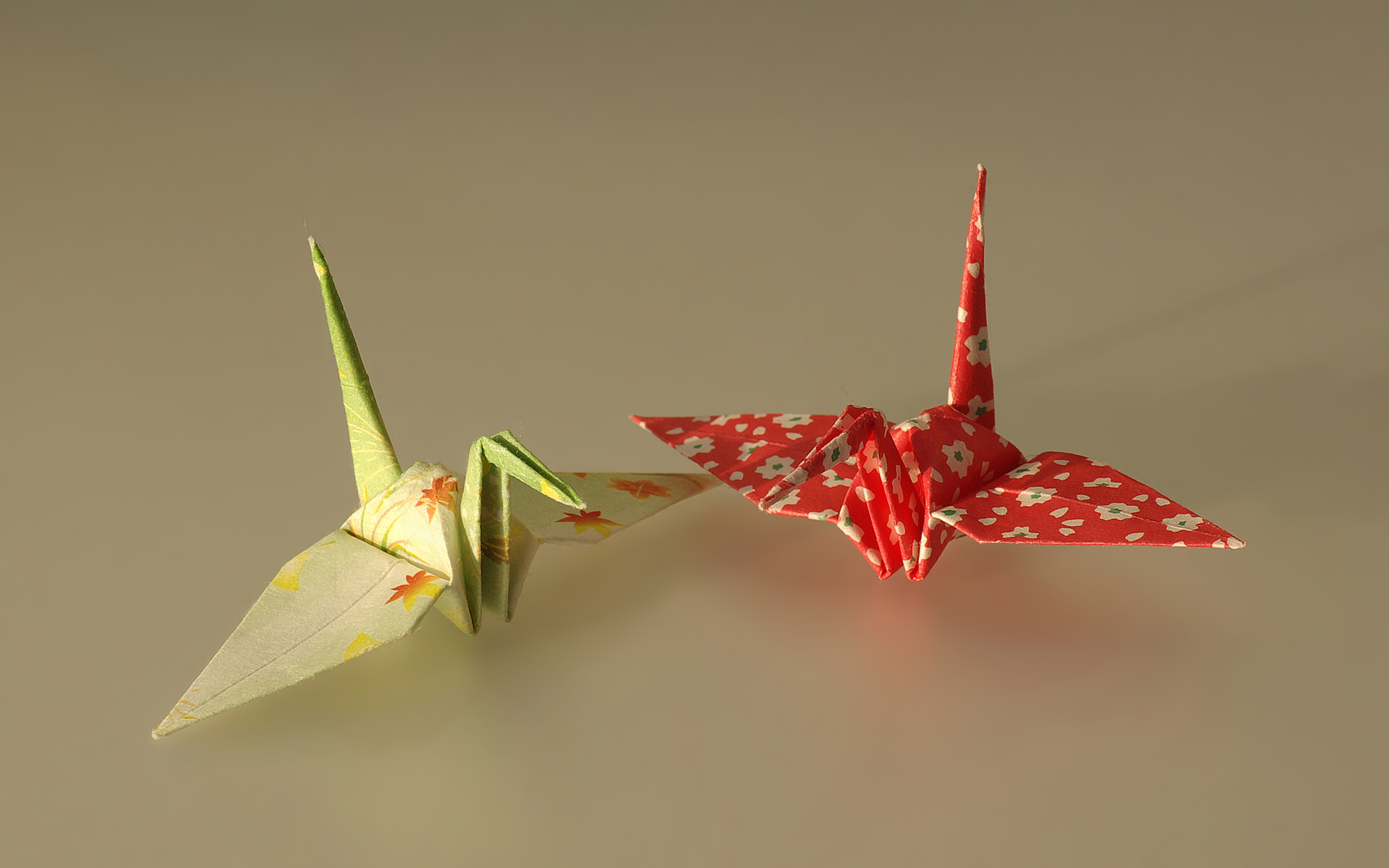
Pássaros feitos de washi.

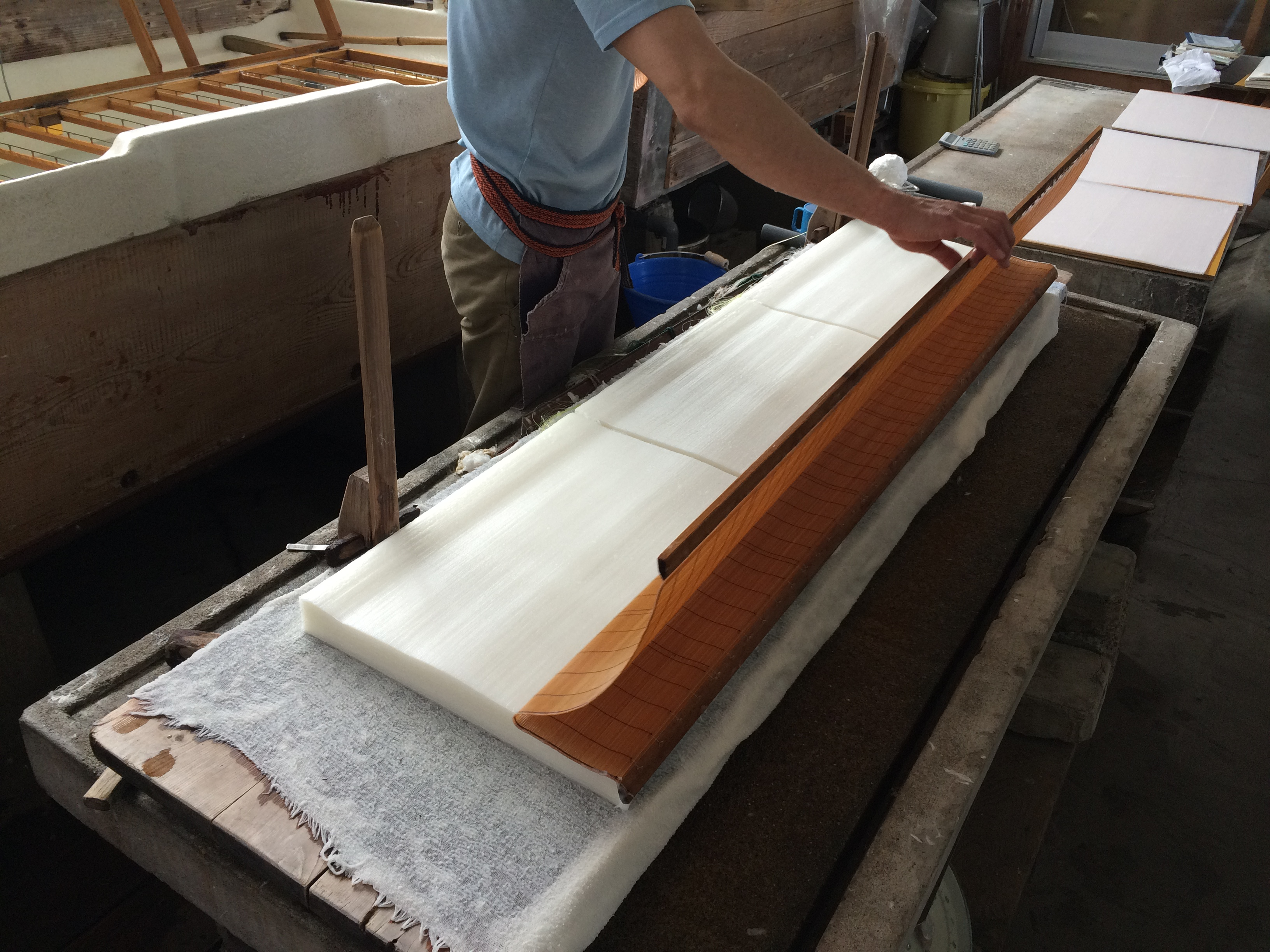
Um exemplo de fazer washi em Ise (IseWashi).

Washi (和紙) é um tipo de papel especificamente feito no Japão a partir das cascas das árvores das amoreiras (tipo papel de seda). Existem vários objetos feitos a partir deste material como por exemplo as Washi Tapes, fitas adesivas que utilizam este material na sua constituição. São utilizadas para decorar espaços já que o papel Washi não agarra à tinta das paredes.